# Cícero Lucena
Cícero de Lucena Filho (São José de Piranhas, Paraíba, 5 de agosto de 1957) es un político brasileño, afiliado al PP y alcalde de João Pessoa en su tercer mandato no consecutivo.
Inició su carrera política en 1990 dentro del Partido del Movimiento Democrático Brasileño, siendo elegido vicegobernador de Paraíba acompañando a Ronaldo Cunha Lima, gobernador. En 1994 fue gobernador durante ocho meses tras abandonar Cunha Lima el cargo para presentarse a unas nuevas elecciones.
Además de ese cargo, Lucena ha sido ministro (1995) bajo el gobierno de Fernando Henrique Cardoso y alcalde de João Pessoa, elegido en 1996 y reelegido en el 2000. En 2001 abandona el PMDB para afiliarse al Partido de la Social Democracia Brasileña, tras desencuentros con José Maranhão, gobernador de Paraíba en ese momento y miembro del PMDB.
En el 2005, Lucena fue encarcelado por una supuesta corrupción, siendo puesto en libertad al poco tiempo aunque sigue a disposición de la justicia y de la policía federal. Sin embargo, consiguió desvincularse del escándalo y pudo convertirse en senador en el 2006, venciendo en las elecciones a Ney Suassuna.
En 2012, Cícero fue propuesto por el PSDB como candidato a alcalde de João Pessoa para las elecciones municipales de este año, donde logró llegar a la segunda vuelta de la elección como el segundo candidato más votado en la primera vuelta con 75 170 votos (20,27 %) de votos válidos). En la segunda vuelta, fue derrotado en las urnas por el candidato del PT Luciano Cartaxo, quien obtuvo 246 581 votos (68,13% de los votos válidos) contra sus 115 369 votos (31,87% de los votos válidos).
En 2020, volvió a ser elegido alcalde de João Pessoa, obteniendo el 53,16% de los votos y superando al candidato Nilvan Ferreira (MDB) en la segunda vuelta.